# Achraf (Ghilzai)
Pour le terme générique, voir Ashraf.
Achraf (أشرف) est le cousin de Mahmoud et lui succède à sa mort en 1725, comme roi de Perse.

## Biographie
Achraf fait décapiter en 1726 le chah Soltan Hossein que son cousin détenait prisonnier depuis 1722. Il doit faire face à la contre offensive de Tahmasp II et surtout de son allié, le futur Nader Chah Afchar qui le bat à la bataille de Damghan en 1729 et chasse les Afghans de l'Iran en 1730. Nader Chah poursuit sa reconquête de l'Afghanistan en conquérant Kandahar en 1738, puis Ghazni, Kaboul et Lahore, ce qui provoque l'effondrement de la dynastie Hotaki.